# Vodní pólo na mistrovství Evropy v plaveckých sportech 1966
Zápasy ve vodním pólu na mistrovství Evropy v plaveckých sportech za rok 1966 proběhly ve Utrechtu, Nizozemsko ve dnech 10. až 27. srpna 1966.

## Československá stopa
V nominaci bylo 10 hráčů a 3 necestující náhradníci: Ladislav Kládek (*1943) z TJ Červená hviezda Košice, Ladislav Bačík (*1933) z TJ Slovan Kúpele Piešťany, Ladislav Bottlik (*1942) z TJ Červená hviezda Košice, Alexander Čop (*???) z TJ Červená hviezda Košice, Ladislav Sokol (*1940) z TJ Červená hviezda Košice, Juraj Reinovský (*1940) z TJ Červená hviezda Košice, Karol Schmuck II. (*1944) z TJ Slávia UK Bratislava, Ján Schmuck (*1942) z TJ Slávia UK Bratislava, Jaroslav Juriga (*1937) z TJ Slávia UK Bratislava, Karel Jonáš (*???) z TJ Slavia VŠ Plzeň a náhradníci Anton Kajlich z TJ Slovan Kúpele Piešťany, Juraj Berlanský z TJ Slovan Kúpele Piešťany a Konštantín Čop z TJ Červená hviezda Košice. Trenér Rudolf Jaška.
Vodní pólisté přijeli do dějiště mistrovství Evropy v nizozemském Utrechtu vlakem o půl desáté dopoledne po probdělé noci v Mohuči. Během noci z 19. na 20. srpna třikrát přestupovali. Ve 12 h již nastupovali k prvnímu utkání proti Francii. Francii podlehli 1:2. Ve druhém utkání základní skupiny s favorizovanou Jugoslávii prohráli 1:5. Ve závěrečném utkání skupiny podlehlo Československo Německé demokratické republice 3:9 a čekali je zápasy ve skupině o 9. až 16. místo. V prvním zápase skupiny o umístění prohrálo Československo se Švédskem 1:3 a v dalším utkání potřebovali porazit Španělsko o 4 branky aby postoupili do užší skupiny o 9. až 12. místo. Zápas se Španělskem Československo prohrálo 3:4 a postoupilo do skupiny o 13. až 16. místo. V úvodním zápase porazilo Československo Irsko 9:3 a o konečném 14. místě rozhodlo vítězství na Tureckem 10:1.
základní skupina
- TCH – FRA 1:2 (0:0, 0:0, 0:1, 1:1), Branky TCH: Alexander Čop 1
- TCH – YUG 1:5 (0:0, 1:1, 0:2, 0:2), Branky TCH: Ladislav Bačík 1
- TCH – GDR 3:9 (0:3, 1:3, 0:1, 2:2), Branky TCH: Ladislav Bačík 2, Alexander Čop 1

skupina o 9. až 16. místo
- TCH – SWE 1:3 (1:1, 0:0, 0:1, 0:1), Branky TCH: Ladislav Bačík 1
- TCH – ESP 3:4 (0:1, 1:1, 1:0, 1:2), Branky TCH: Ladislav Bačík 1, Karol Schmuck II. 1, Ján Schmuck 1

skupina o 13. až 16. místo
- TCH – IRL 9:3 (2:1, 3:1, 2:1, 2:0), Branky TCH: Karol Schmuck II. 5, Ladislav Bačík 3, Karel Jonáš 1
- TCH – TUR 10:1 (3:1, 1:0, 3:0, 3:0), Branky TCH: ???

## Medailisté
| Muži | Zlato | Stříbro | Bronz |
| ---- | --- | --- | --- |
| Tým  | Sovětský svaz (URS) (Alexandr Dolgušin, Igor Grabovskij, Boris Grišin, Vadim Guljajev, Vladimir Kuzněcov, Leonid Osipov, Boris Popov, Valerij Puškarjov, Vladimir Semjonov, Vladimir Žmudskij, Josif Zemcov, ? (n), ? (n)) | Východní Německo (GDR) (Siegfried Ballerstedt, Hans-Georg Fehn, Jürgen Kluge, Hans Lange, Peter Rund, Erich Ruschke, Klaus Schlenkrich, Peter Schmidt, Jürgen Thiel, Heinz Wittig, Wolfgang Zein, ? (n), ? (n)) | Jugoslávie (YUG) (Ozren Bonačić, Zoran Janković, Ronald Lopatny, Gyorgye Perišić, Miroslav Poljak, Đuro Radan, Vinko Rosić, Zlatko Šimenc, Mirko Sandić, Karlo Stipanić, Ivo Trumbić, ? (n), ? (n)) |